# 本山宿

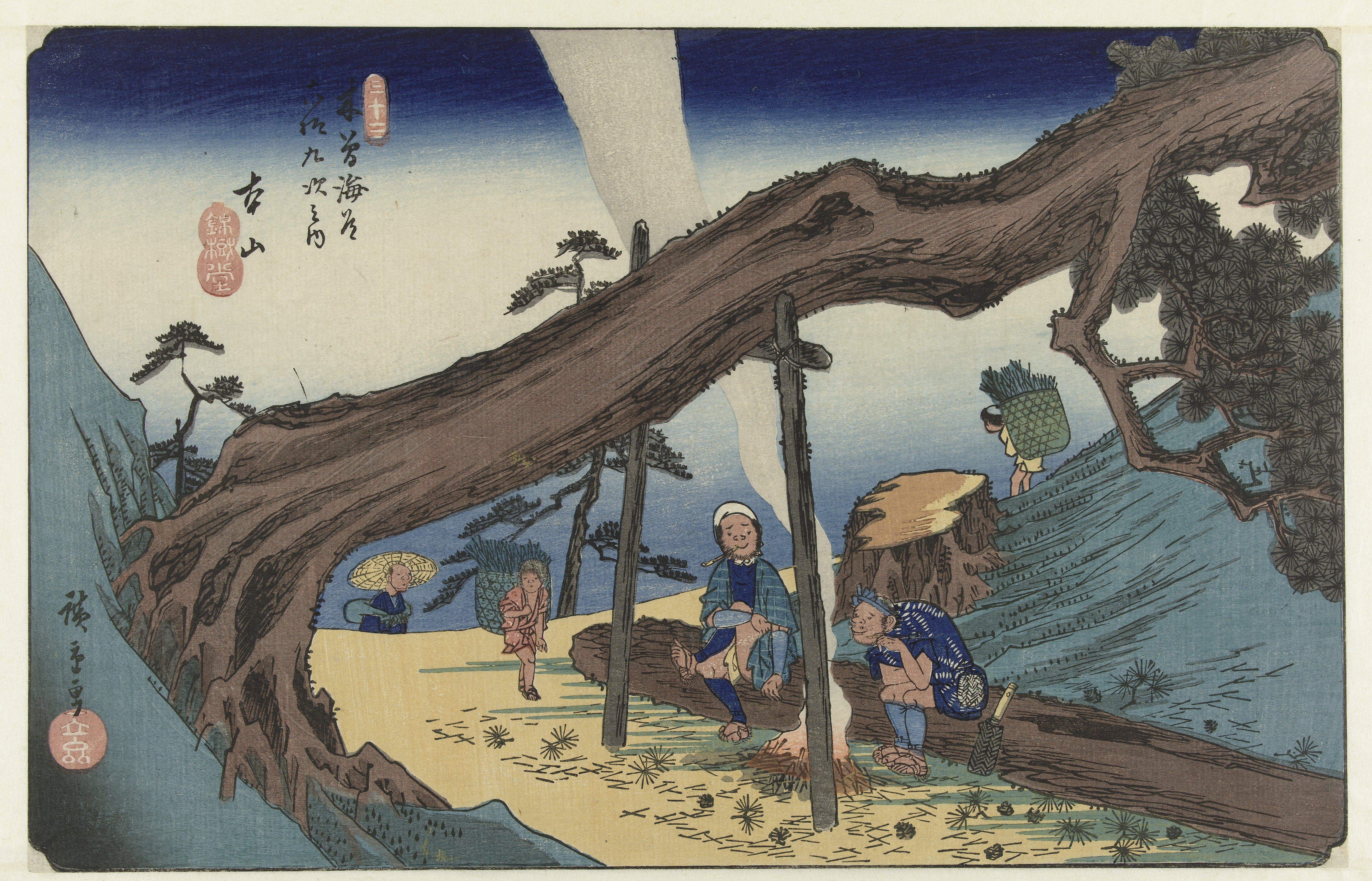
木曽海道六十九次 本山（歌川広重画）

本山宿（もとやまじゅく）は、中山道32番目の宿場（→中山道六十九次）で、現在は長野県塩尻市。
1614年（慶長19年）、中山道のルート変更に伴い、塩尻宿・洗馬宿とともに設置された。それまでの江戸時代初期に大久保長安によって整備された当初の初期中山道では下諏訪宿から小野峠 - 小野宿 - 牛首峠を通って桜沢（塩尻市贄沢）に抜け贄川宿を結ぶ最短経路であった。そば切り発祥の地といわれるが、現在そばが食べられるのは「本山そばの里」だけである（後述）。

## 特徴
天保14年（1843年）の『中山道宿村大概帳』によれば、本山宿の宿内家数は117軒、うち本陣1軒、脇本陣1軒、旅籠34軒で宿内人口は592人であった。明治13年（1880年）6月25日の明治天皇巡幸の際には当地の行在所に宿泊しており、「明治天皇行在所跡碑」（内大臣湯浅倉平揮毫）がある。

## 交通手段
- 東海旅客鉄道（JR東海）中央本線・日出塩駅より北へ。
- 塩尻市地域振興バス楢川線か宗賀線のバスが宿場内を通行しており、宿場内にある本山下町 - 本山上町間の各バス停いずれかで下車。
- 国道19号線。

## 史跡・みどころ
- 道祖神
- 本山そばの里

地元の住民が営業する店。そばや地元の食材を利用した料理が食べられる。また、予約により、そば打ち体験もできる。11:00～16:00営業。月曜休。
- 川口屋

贄川宿までの史跡・みどころ
- 本山一里塚跡

江戸より61里、京へ71里の地点
- 「是より南 木曽路」の碑
- 馬頭観音

## ゆかりの人々
- 森川許六 - 松尾芭蕉の門人。『風俗文選』で本山宿をそば切り発祥の地と紹介している。

## 隣の宿
中山道
洗馬宿 - 本山宿 - 贄川宿